# Stefan Jurga
Stefan Jurga (ur. 18 sierpnia 1946 w Kościanie, zm. 15 marca 2022 w Poznaniu) – polski fizyk, profesor, w latach 1996–2002 rektor UAM, w latach 2005–2006 podsekretarz stanu w Ministerstwie Edukacji i Nauki, w latach 2006–2007 sekretarz stanu w Ministerstwie Nauki i Szkolnictwa Wyższego.

## Kariera naukowa
W 1969 ukończył studia na Wydziale Matematyki, Fizyki i Chemii Uniwersytetu im. Adama Mickiewicza w Poznaniu, gdzie następnie rozpoczął karierę akademicką (doktorat w 1974, habilitacja w 1985). Tytuł profesora nauk fizycznych otrzymał w 1995 roku. W 2000 objął stanowisko profesora zwyczajnego. Przez 22 lata (1994–2016) kierował Zakładem Fizyki Makromolekularnej na Wydziale Fizyki. Staże naukowe odbył na Uniwersytecie w Liège, Uniwersytecie Stanu Illinois w Urbana-Champaign, Uniwersytecie w Moguncji oraz w Instytucie Maxa Plancka do Badań Polimerowych w Moguncji. Gościnnie wykładał na uczelniach w USA i RPA. W pracy naukowej zajmuje się fizyką ciała stałego i fizyką materii miękkiej. Autor i współautor szeregu prac publikowanych w wiodących czasopismach naukowych. Wypromował kilkudziesięciu magistrów i 17 doktorów.
W Zakładzie Fizyki Makromolekularnej kierowanym przez S. Jurgę prowadzono badania dynamiki i struktury molekularnej, procesów dyfuzyjnych, przejść fazowych oraz procesów relaksacyjnych w ciałach stałych, cieczach i materii miękkiej za pomocą magnetycznego rezonansu jądrowego, spektroskopii dielektrycznej, reologii, małokątowego rozpraszania promieniami X, spektroskopii IR, metod komputerowych Monte Carlo i dynamiki molekularnej oraz różnicowej kalorymetrii skaningowej.
Od 2006 był dyrektorem Międzynarodowej Szkoły Letniej Magnetycznego Rezonansu Jądrowego organizowanej corocznie w Polsce pod auspicjami Groupement Ampere. Był stypendystą Fundacji Alexandra von Humboldta i Towarzystwa Maxa Plancka. Jako profesor wizytujący pracował m.in. w Cornell University (USA) oraz North Carolina State University w Raleigh (USA).
Współpracował z Departamentem Fizykochemii University of Cambridge, Departamentem Fizyki Boston College, Departamentem Fizyki Uniwersytetu w Lipsku oraz Center of Advanced European Studies and Research CAESAR w Bonn.
Od 2012 pełnił funkcję dyrektora Centrum NanoBioMedycznego UAM.

## Rektor UAM

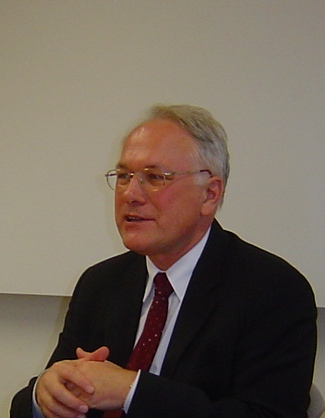
Stefan Jurga – październik 2006 (Braga)

W latach 1987–1990 był prodziekanem ds. studenckich na Wydziale Matematyki i Fizyki. Po zakończeniu kadencji prodziekańskiej w 1990 na wniosek rektora Jerzego Fedorowskiego został wybrany na prorektora UAM na kadencje 1990–1993, następnie 1993–1996.
Od 1996 do 2002 pełnił funkcję rektora Uniwersytetu Adama Mickiewicza. Kontynuował w tym okresie rozbudowę Collegium Polonicum w Słubicach oraz stworzył Collegium Europaeum Gnesnense w Gnieźnie.
W okresie jego kadencji rozbudowano kampus uniwersytecki Morasko, przeniesiono tam Wydziały: Fizyki, Matematyki i Informatyki oraz Biologii. Jego koncepcją było przeniesienie na kampus wszystkich jednostek nauk ścisłych i przyrodniczych, przy pozostawieniu pozostałych w centrum miasta oraz tzw. „kampusie Szamarzewo” (co jednak zmieniono za rządów następcy). Próbował wcielić w życie zmianę nazwy uniwersytetu na Uniwersytet Poznański, jednakże nie uzyskał na ten krok akceptacji Senatu UAM. W tym okresie do UAM powrócił też Wydział Teologiczny.
Za jego kadencji powstały ośrodki zamiejscowe UAM w mniejszych miastach w pobliżu Poznania – Kościanie, Śremie, Wągrowcu, Nowym Tomyślu i Pleszewie.
W latach 1999–2002 przewodniczył Konferencji Rektorów Uniwersytetów Polskich, będąc wówczas także wiceprzewodniczącym Konferencji Rektorów Akademickich Szkół Polskich. Od 2004 roku był przewodniczącym Komitetu Sterującego Programu Stypendialnego Unii Europejskiej o nazwie „AlBan” adresowanego do studentów i doktorantów krajów Ameryki Łacińskiej, odbywających studia i staże naukowe w krajach Unii Europejskiej. W latach 2006–2007 przewodniczył m.in. zarządowi stypendiów Fundacji Fulbrighta w Polsce.
Był piątym z kolei prezydentem powołanej w 1988 organizacji Santander Group, zrzeszającej uniwersytety z różnych krajów (m.in. uniwersytetów miast Valladolid, Gießen, Murcja, Grenoble, Malmö Högskola, Vrije Universitet w Amsterdamie).
Pomysłodawca międzynarodowego festiwalu chórów studenckich Universitas Cantat, Dni Nauki i Sztuki, Targów Edukacyjnych i spotkań artystycznych z cyklu „Verba Sacra”. Harcmistrz Związku Harcerstwa Polskiego, współinicjator Spotkań Młodzieżowych „Lednica 2000” organizowanych przez ojca Jana Górę nad Jeziorem Lednickim.
W 2002, wraz z 25 innymi osobami (m.in. Janem Kulczykiem, Sławomirem Pietrasem, Magdaleną Abakanowicz), był sygnatariuszem listu w obronie abpa Juliusza Paetza, podejrzewanego o seksualne molestowanie kleryków. W liście znalazły się słowa: „oskarżony został człowiek cieszący się powszechnym szacunkiem, o niepodważalnych zasługach dla poznańskiej nauki i kultury”.
W 2008 ubiegał się o ponowny wybór na stanowisko rektora, w wyborach rektorskich uzyskał 27 głosów i zajął drugie miejsce za Bronisławem Marciniakiem. Od października 2010 był członkiem kapituły założycielskiej Akademickiego Klubu Obywatelskiego. W 2016 roku przeszedł na emeryturę.

## Wiceminister edukacji
Od 29 listopada 2005 do 6 maja 2006 zajmował stanowisko podsekretarza stanu w Ministerstwie Edukacji i Nauki. Od 8 maja 2006 do 1 grudnia 2007 był sekretarzem stanu w Ministerstwie Nauki i Szkolnictwa Wyższego.

## Odznaczenia
Został odznaczony m.in. Krzyżem Komandorskim Orderu Odrodzenia Polski (2002), Złotym Krzyżem Zasługi (1989), Złotym Krzyżem „Za Zasługi dla ZHP” (2001), medalem Wojewody Poznańskiego „Ad Perpetuam Rei Memoriam” (2004), otrzymał także kilka nagród Ministra Edukacji Narodowej. Od 2003 roku był członkiem Saksońskiej Akademii Nauk. W 2008 został uhonorowany tytułem doktora honoris causa Uniwersytetu Warmińsko-Mazurskiego. 27 grudnia 2009 otrzymał z rąk arcybiskupa Stanisława Gądeckiego papieski Order Świętego Sylwestra. W 2020 został wyróżniony przez poznańskie Towarzystwo im. Hipolita Cegielskiego statuetką Złotego Hipolita.

## Życie prywatne
Był żonaty. Jego żona, Maria, jest doktorem psychologii, a córka Justyna absolwentką stomatologii Uniwersytetu Medycznego w Poznaniu. Jego bratem był prof. Kazimierz Jurga.
Został pochowany 25 marca na Cmentarzu parafii Matki Bożej Częstochowskiej w Poznaniu.